# Tafelzaag

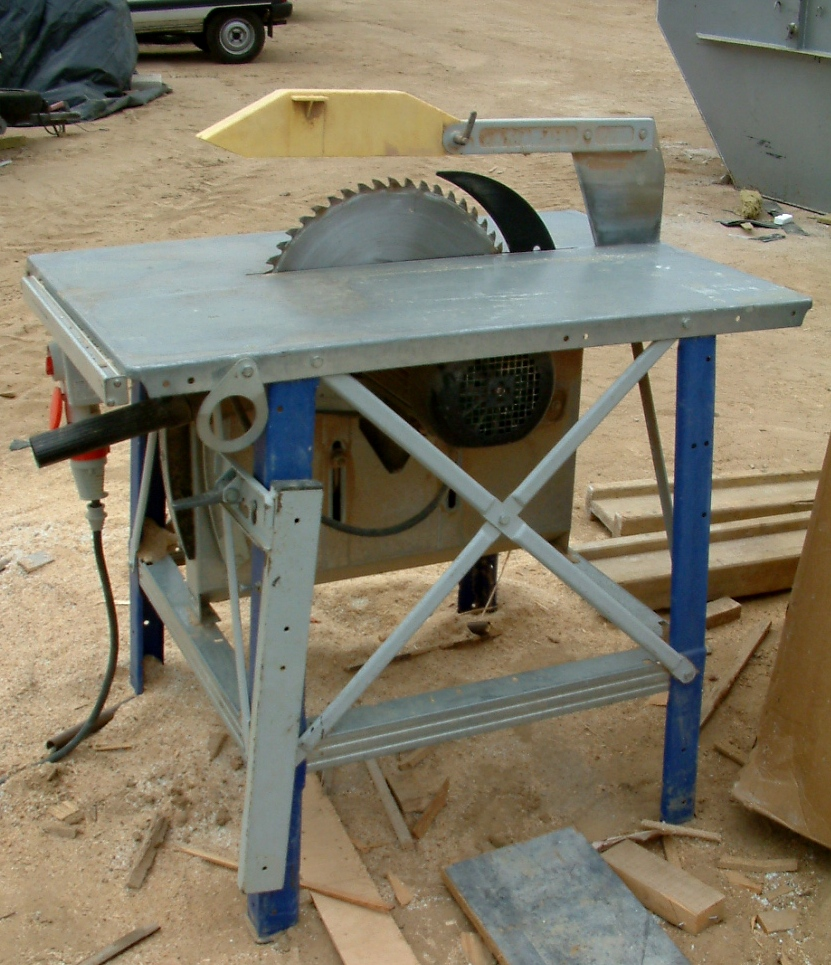
Cirkelzaag op een zaagtafel

Een tafelzaag is een elektrische zaagmachine waarbij het te zagen voorwerp op een tafelblad rust en heen en weer bewogen kan worden. Het gaat hierbij vaak om een cirkelzaag, maar ook een lintzaag is gemonteerd op een zaagtafel. Een tafelzaag kan, afhankelijk van het zaagblad, gebruikt worden voor hout, metaal of kunststof.